# Conhelo (departement)
Conhelo is een departement in de Argentijnse provincie La Pampa. Het departement (Spaans: departamento) heeft een oppervlakte van 5.052 km² en telt 14.591 inwoners.

## Plaatsen in departement Conhelo
- Conhelo
- Eduardo Castex
- Mauricio Mayer
- Monte Nievas
- Rucanelo
- Winifreda